# Antiochos (Vater des Seleukos I.)
Antiochos (altgriechisch Ἀντίοχος Antíochos; 4. Jahrhundert v. Chr.) war als Vater des Seleukos I. der Stammvater der hellenistischen Dynastie der Seleukiden.
Er wurde unter anderem von Arrian, Justinus und Appian als Ehemann der Laodike und Vater des Seleukos I. genannt. Justin bemerkte dazu, dass Antiochos ein hoher Offizier König Philipps II. von Makedonien gewesen war. Die ebenfalls von Justinus überlieferte seleukidische Gründungsmythologie deklarierte allerdings als tatsächlichen Vater des Seleukos den Gott Apollon, welcher in Gestalt einer Schlange Laodike geschwängert habe. Seleukos selbst hat diese Legende begründet, indem er sich seine göttliche Abkunft vom Branchidai-Orakel in Didyma bestätigen ließ, nachdem er seine Herrschaft in Babylon 312 v. Chr. begründet hatte. Offenbar demselben Mythos folgend wurde ihm einige Jahrhunderte später auch eine Schwester namens „Didymeia“ zugeschrieben, welche die Verbindung der Seleukiden zu Apollon zusätzlich untermauern sollte. Trotz alledem benannte Seleukos später als König in Asien mehrere Stadtgründungen nach seinem menschlichen Vater (siehe dazu: Antiochia), von denen Antiochia am Orontes die bekannteste ist.
Antiochos’ eigene Herkunft ist quellenmäßig nicht bekannt. Möglich ist, dass er ein Bruder des Offiziers Ptolemaios († 333 v. Chr.) war, dessen Vater Seleukos hieß.